# Strada europea E651
La strada europea E651 è una strada europea che collega Altenmarkt im Pongau a Liezen. Come si evince dalla numerazione, si tratta di una strada di classe B posta nell'area delimitata a nord dalla E60, a sud dalla E70, ad ovest dalla E55 e ad est dalla E65.

## Percorso
La E651 è definita con i seguenti capisaldi di itinerario: "Altenmarkt im Pongau - Liezen".